# Bulbophyllum chlorascens
Bulbophyllum chlorascens là một loài phong lan thuộc chi Bulbophyllum.